# 2012年夏季殘疾人奧林匹克運動會田徑男子4×400米接力賽
2012年夏季殘疾人奧林匹克運動會的男子4×400米接力賽會於9月8日在倫敦奧林匹克體育場舉行，本項目只有1個由2個運動級別合併而成的混合級別，並產生1面金牌。

## 賽程
所有時間為英國夏令時間 (UTC+1) 
| 日期   | 時間  | 階段         |
| ------ | ----- | ------------ |
| 9月8日 | 12:26 | T53/54級預賽 |
| 9月8日 | 21:45 | T53/54級決賽 |

## 外部連結
- 2012年殘奧會田徑比賽時間表（英文）